# 난카이 지진

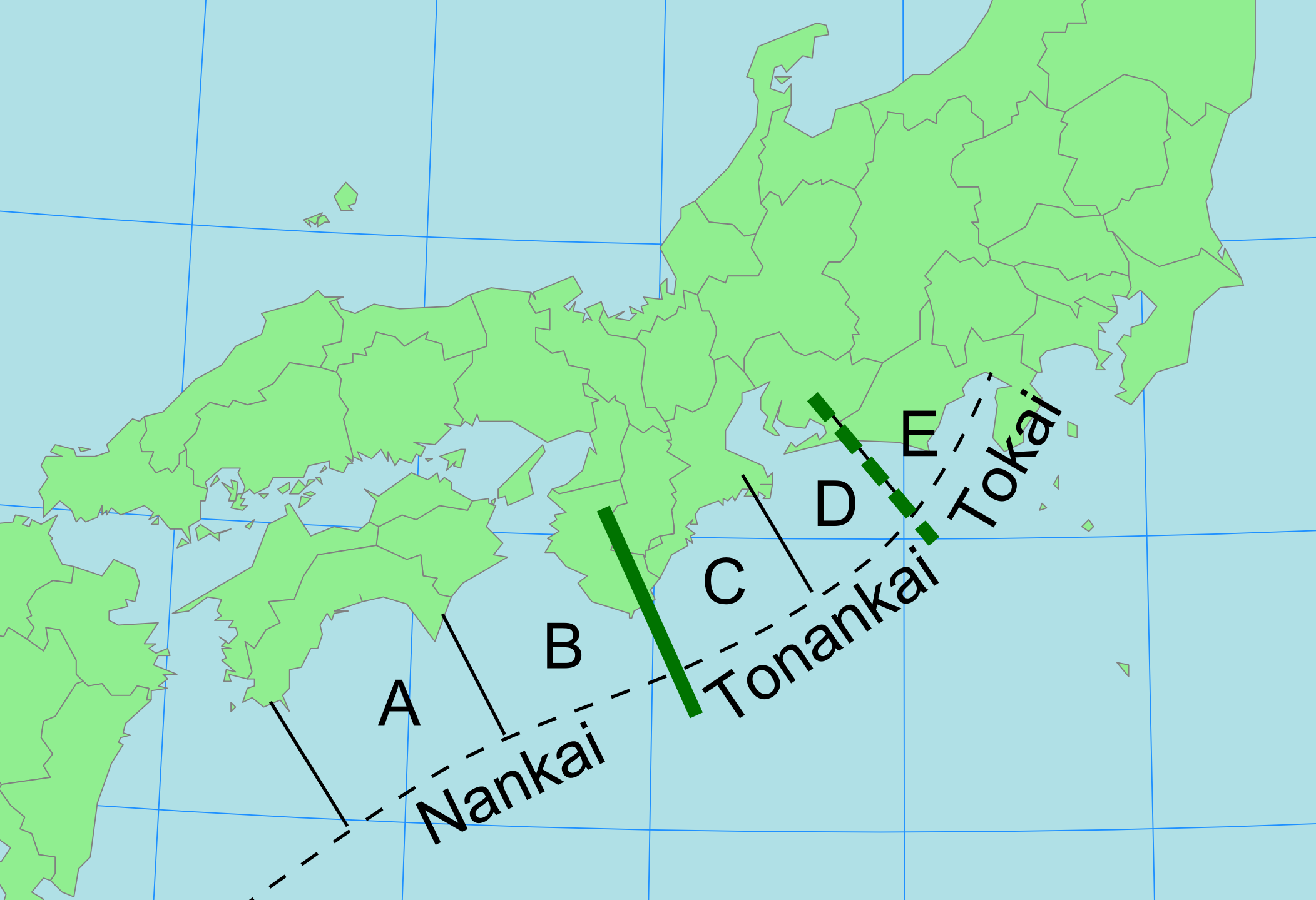
도카이·도난카이·난카이 지진의 진원지

난카이 지진(일본어: 南海地震)은 일본 기이수도 해역에서 시코쿠 남쪽 해역에서 주기적으로 일어나는 지진이다. 난카이 해곡의 서쪽에서 판 사이 단층이 서로 미끄러져 일어나는 낮은 각도의 역단층형 지진으로 추정된다. 일본 내에서, 좁은 의미의 난카이 지진이라 함은 1946년 난카이 지진을 말한다. 넓은 의미에선 1854년 안세이 난카이 지진이나 1707년 호에이 지진과 같이 난카이도 해역을 진원으로 하는 역사지진 및 앞으로 난카이 해곡 서쪽에서 일어날 지진도 전부 난카이 지진에 포함된다. 

## 설명
난카이 해곡은 필리핀해판이 유라시아판 밑으로 가라앉는 섭입대 지역으로, 100-200년 간격으로 규모 M8급의 지진이 일어나는 것으로 추정된다.
거대지진의 원인은 비교적 젊은 판은 얉으며 비교적 고온에선 판 사이 고착이 일어난다는 애스패리티 모델이 나왔으며, 판 사이 고착력이 커 큰 규모의 지진을 일으키고 연동형지진도 일으킨다는 것이다. 실제로 필리핀해판은 나이가 2천만년 정도이며 섭입대에선 GEONET 관측에서 판 사이 고착으로 도카이 해역-난카이 해역 연안 광범위한 지역에서 판 사이 미끄러짐이 잘 일어나지 않도록 시간을 늦추는 것을 확인하였다. 하지만 반대로 연동형지진이 일어나기 어렵다고 추정하던 오래된 판 경계에서 2004년 인도양 지진해일이나 2011년 도호쿠 지방 태평양 해역 지진이 일어나는 등 애스패리티 모델이 반드시 들어맞진 않는다는 지적도 나오고 있다.
| ―호에이 지진 ―안세이 지진 ―쇼와 지진                   |
| 일본 고치현의 하이타카(鷣) 신사 돌계단. 1995년 재건됨. |

또한 1946년 쇼와 난카이 지진에서 확인된 것처럼 단순히 낮은 각도의 판 경계간 지진이 아닌 높은 각도의 역단층형 지진이거나 분기단층의 미끄러짐이 같이 올 수도 있다는 주장도 있다. 한편 부가체를 만드는 침강 지역에선 지진의 규모가 커지기 쉬우며 이때 육지 쪽 판의 섭입대 영역에선 해일지진이 일어나기 쉽다는 설이 있으나 지진 발생 매커니즘에 관해선 불분명한 점이 많다.
미래에 일어날 것으로 예상되는 난카이 해곡을 따르는 진원역에선 고유지진이라는 생각에 근거하여 도카이 지진, 도난카이 지진과 함께 나란히 난카이 해곡 거대지진으로 대규모 지진이 일어날 수 있는 곳으로 주목받았다.
난카이 지진엔 여러 특징이 있다. 대표적으론 주부 지방 서부, 기이반도, 주고쿠 지방, 시코쿠, 오사카평야 및 규슈에 이르는 광범위한 지역이 수 분간의 강한 진동을 느끼며 장주기 지진동도 매우 클 것이다는 것이다. 또한 태평양 연안에 거대 쓰나미가 몰아닥칠 것이다. 시코쿠 및 기이반도를 중심으로 몇 시간에서 수십 시간에 걸쳐 쓰나미 파도가 덮치며 제3파가 제일 클 것으로 추정된다. 또한 이 쓰나미는 중국의 상하이나 미국 서해안에도 내습할 것으로 추정된다. 그리고 시오노미사키곶, 무로토미사키곶 인근 지역은 융기하고 고치 평야와 도사만 서쪽 부근은 침강하는 등 동남쪽을 축으로 하여 지각변동이 일어날 것으로 추정된다. 아시즈리미사키곶 부근은 지진 유형마다 침강 및 융기 여부가 달라질 것으로 추정된다. 또한 이러한 지각변동으로 판의 체적이 변형되어 지하수 수위가 저하되고 도고 온천, 난키-시라하마 온천, 유노미네 온천 등지에서 온천물이 일시적으로 용출되지 않을 것으로 추정된다.
또한 역사지진의 기록을 볼 때, 난카이 지진은 도카이/도난카이 지진과 거의 동시에 연동하여 오거나 2년 정도 간격을 두고 찾아온다고 추정하고 있다(도카이·도난카이·난카이 지진 참조). 역사적 기록을 통한 발생 패턴과 추정되는 규모로 다양한 지각 변동 및 쓰나미의 규모로 피해 정도를 나열하면 큰 것부터 호에이 지진 > 안세이 난카이 지진 > 쇼와 난카이 지진 순이다. 예를 들어 일본 고치현 스쿠모시의 하이타카 신사 돌계단은 호에이 지진 때 39개 계단이 침수되었고, 안세이 난카이 지진 때엔 7개 계단이 침수되었으나 쇼와 난카이 지진 때엔 돌계단이 침수되지 않았다.

## 지진 발생 확률
일본 지진조사연구추진본부에선 2013년까지 도카이/도난카이/난카이 단독 지진만의 확률을 계산하고 있었으며 세 지진의 연동형지진 확률에 대해서는 평가하고 있지 않고 있다.
| 구역        | 양상           | 규모(M)   | 평가 시점에서 30년내 발생 확률 | 평가 시점에서 30년내 발생 확률 |
| 구역        | 양상           | 규모(M)   | 2001년 1월 1일                 | 2011년 1월 1일                 |
| 난카이 지진 | 판 경계간 지진 | M8.4 정도 | 40% 정도                       | 60% 정도                       |

2013년부턴 난카이 지진 단독의 별도 진원 지역 평가는 하고 있지 않으며 난카이 해곡의 규모 M8-9급의 판 경계간 지진으로 전체적으로만 평가하며 각 세그먼트의 최대 규모의 지진에 대해서는 평가할 수 없다고 발표하였다. 난카이 해곡에서 일어나는 난카이 해곡 거대지진의 발생 확률은 다음과 같다.
| 구역        | 지진 종류      | 2024년 1월 1일 기준 | 2024년 1월 1일 기준 |
| 구역        | 지진 종류      | 규모(M)             | 30년 내 발생 확률   |
| 난카이 해곡 | 판 경계간 지진 | M8-9 규모           | 70% - 80%           |

## 쇼와 난카이 지진

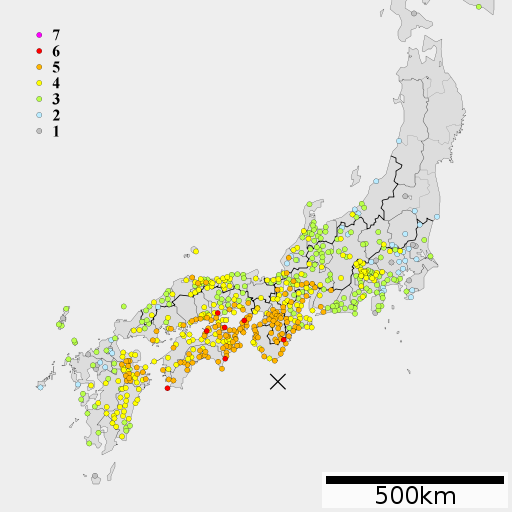
쇼와 난카이 지진의 진도 분포 지도.

가장 마지막으로 일어난 난카이 지진은 1946년 12월 21일 오후 4시 19분 4초(JST)에 일본 와카야마현 시오노미사키곶 남쪽 앞바다 78km 지점 일어난 일본 기상청 규모 8.0, 모멘트 규모 8.4의 쇼와 난카이 지진이다. 1943년 돗토리 지진, 1944년 쇼와 도난카이 지진, 1945년 미카와 지진 등 1945년 전후 사망자 1,000명의 잇다른 지진을 묶어 태평양 전쟁 종전 전후 4대 지진이라 부른다.
쇼와 난카이 지진 직후  난카이 해곡을 따라 250km 길이로 해저 지형이 융기하여 지진 해일이 일어났으며, 기이 수도 연안에 2-4m, 분고 수도 연안에 1-1.5m의 쓰나미가 덮쳤으며 1m 이상의 쓰나미가 덮친 곳은 보소반도에서 규슈까지의 광범위한 지역이었다. 구시모토정에선 최대 6.57m의 쓰나미가 덮쳤으며, 미에현 가타촌에선 3.59m, 도쿠시마현 아사카와촌에선 4.88m, 도사만에선 5.2m를 기록하였다. 구시모토정은 지진이 일어난 지 약 10분 후 2.5-5.5m의 제1파가 덮쳤으며 미에현 가타만은 약 20분 후, 이즈반도 남부 지역과 도쿠시마현은 약 40분 후에 덮쳤다. 또한 신구시에선 지진 직후 화재가 일어나 16시간동안 시내를 태우는 대형 화재로 진화하여 소실 2,398채, 완전 붕괴 600채, 반파 1,408채의 피해를 입었다. 서일본과 중부 지방을 중심으로 피해가 일어났으며 고치현, 도쿠시마현, 와카야마현을 중심으로 사망자 1,330명, 실종자 113명의 인적 피해를 입었으며 건물 11,591채 완전 붕괴, 23,487채 반파, 1,451채가 유실, 2,598채가 화재로 소실되는 피해를 입었다.

## 역사적 난카이 지진
난카이 지진의 기록은 1,000여년 전부터 거슬러 올라간다. 난카이 단독지진이 확실한 예는 쇼와 난카이 지진과 안세이 난카이 지진이며, 난카이 지진의 진원역은 모든 지진이 같은 곳에서 일어난 것은 아니다. 고와 지진도 난카이 단독지진일 가능성이 있으나 이는 난카이 지진으로 추정하는 근거 자료인 고대 기록의 날짜 표기가 잘못되었다는 가정 하의 추정이며, 이 외에 난카이 지진으로 추정되는 지진은 하쿠호 지진, 닌나 지진, 쇼헤이 지진으로 이 지진은 연동형지진인 것으로 추정된다. 메이오 지진은 단독 지진설, 연동형 지진설 등 여러 설로 논쟁이 있다.
대표적인 해일지진으로 불리는 게이초 지진은 지진조사연구추진본부의 2001년 시점 지진장기평가에선 난카이 해곡 거대지진의 일부로 평가했으나 먼거리에서 온 쓰나미일 가능성도 부정할 수 없다는 견해와 난카이 해곡 거대지진이 아닌 이즈-오가사와라 해구 지진이라는 견해도 존재한다.
게이초 지진 이후는 그레고리력을, 메이오 지진 이전은 율리우스력을 사용한다.(괄호 안은 그레고리력으로 쓴다.) 지진 규모는 우사미(宇佐美, 2003)이 추정한 값이며 쇼와 시대 지진은 일본 기상청의 값을 인용한다. 고대의 지진은 단편적인 기록밖에 없어 정확성도 낮고 모멘트 규모도 알 수 없다.
- 684년 11월 26일(11월 29일, 덴무 13년) 하쿠호 지진. (도카이 도난카이 난카이 연동으로 추정) M8.25
  - 일본서기에 기록된 가장 오래된 난카이 지진이다. 사망자가 다수 발생했으며 산사태와 진흙사태로 인한 피해가 컸다. 지질 조사에 따르면 거의 동시기 도카이 지진이 일어났던 것으로 추정된다.
- 887년 8월 22일(8월 26일, 닌나 3년) 닌나 지진. (도카이 도난카이 난카이 연동으로 추정) M8.0-8.5
  - 오기칠도에서 모두 지진을 느꼈으며 교토와 셋쓰국을 중심으로 큰 피해가 일어났다. 지질 조사에 따르면 거의 동시기 도카이 지진이 일어났던 것으로 추정된다.
- 1361년 7월 26일(8월 3일, 남조 쇼헤이 16년, 북조 고안 6년) 쇼헤이 지진. (도난카이 난카이 연동으로 추정) M8.25-8.5
  - 태평기 등의 기록에선 1361년 난카이 해역에서 지진이 발생해 셋쓰국, 아와국을 중심으로 큰 피해를 입었다고 기록되어 있다. 또한 이 시기를 전후하여 도카이 해역에 지진이 일어났을 것이라 추정하는 학자들도 있다.[33][34] 스루가만이 진원역에 포함되었는지는 불명이다. 이세 신궁의 신궁문서 기록에선 도난카이 지진의 진원역에서도 지진이 일어났던 것으로 추정된다.[35][36]
- 1707년 10월 28일(호에이 4년) 호에이 지진. (도카이 도난카이 난카이 연동으로 추정) M8.6
  - 도카이·도난카이·난카이 지진이 동시에 발생했으며 규모는 M8.4-8.6으로 추정된다. 도카이 지방부터 규슈 지역까지 일본 대부분 지역에서 지진을 느꼈다. 호에이 지진 49일 후에 후지산이 분화하여 호에이산 분화구가 만들어졌다.(호에이 대분화 참조) 사망자는 2만여명이고 가옥 붕괴가 6만채 이상이었으며 도사를 중심으로 큰 해일이 덮쳤다.
- 1854년 12월 24일(가에이 7년) 안세이 난카이 지진. M8.4
  - 기이국과 도사국에서 큰 쓰나미 피해를 입었다. 안세이 도카이 지진이 일어난지 32시간만에 일어난 지진이다. 사망자는 도카이 지진과 난카이 지진을 합쳐 2-3,000명에서 최대 3만명으로 추정된다.
- 1946년 12월 21일(쇼와 21년) 쇼와 난카이 지진. M8.0
  - 사망자는 1,390명으로 시즈오카현에서 규슈에 이르는 넓은 지역에서 쓰나미가 강타하여 큰 피해를 입었다. 1944년 쇼와 도난카이 지진이 일어난 지 2년 후에 일어난 지진이다.

아래 지진은 난카이도 해역에서 일어난 거대지진이나 그 발생 시기에 논쟁이 있는 지진이다.
- 1099년 2월 16일(2월 22일, 조토쿠 3년) 고와 지진. (난카이 단독지진 추정) M8.0-8.3
  - 사망자가 다수 발생했으며 논 천여정(1,000ha 정도)가 바닷속으로 침수됐다는 기록이 남아 있어 덴노우지와 고후쿠지에 큰 피해를 준 지진과 같은 것이라 추정하고 있었다.[26] 하지만 지진 발생 시각 기록 등의 문제로 인해 고와 지진은 난카이 지진이 아니며[37] 2년 2개월 전 일어난 1096년 에이초 지진이 난카이도 해역을 진원역으로 포함하는 거대한 호에이형 지진일 것이라고 추정하는 학자들도 있다.

아래 지진은 난카이 해곡 거대지진과 관련이 있다는 이론이나 학설이 나왔으나 그에 논쟁이 있는 지진이다.
- 734년 5월 14일(5월 18일, 덴표 6년) 기나시치도 지진.
  - 난카이 해곡에서 일어난 지진이라 추정하는 학자들도 있지만,[38]  쓰나미 피해 기록이 확인되지 않았으며 이코마 단층대에서 일어난 내륙지진이라는 설도 있다.
- 794년 8월 9일(8월 13일, 엔랴쿠 13년)에 거대지진과 쓰나미가 일어났다는 일본기략의 서술이 있긴 하나, '震死'라는 표현이 지진이 맞는 것인지에 대한 논쟁이 계속되고 있다.
- 10세기 후반 무렵 나라현 가시바시의 하시오이세키 유적에서 쓰나미 퇴적층의 흔적이 발견되었으나 난카이 지진이 맞는지에 대해서는 근거가 부족한 상태이다.
- 1185년 8월 6일(8월 13일, 겐랴쿠 2년)에 쓰나미를 일으킨 것으로 추정되는 분지 지진은 난카이 해곡 거대지진이라는 설이 있으나 비와코 서부연안 단층대 남부 활단층의 활동으로 일어난 대륙판 내부 지진이라는 설이 유력하다.
- 13세기 전반 무렵 오사카부 사카이시 이와쓰타 신사와 와카야마현 미노시마 섬에선 난카이 지진으로 추정되는 토양액상화 흔적이 남아있다. 1233년 3월 17일(3월 24일, 조에이 2년)에 쇼코쿠 지진의 기록이 있으나 지진의 실존 여부에 대해선 계속 의심받고 있다.
- 1408년 1월 12일(1월 21일, 오에이 14년) 오에이 지진. 교토, 기이, 이세에서 지진을 느꼈다고 기록되어 있다. 가마쿠라에 쓰나미가 덮치는 등의 피해가 있었다고 하는데 같은 정해년에 일어난 호에이 지진과 착각했을 가능성이 있는 등, 교토 외의 사료엔 정확성을 의심받고 있다.
- 1520년 3월 25일(4월 4일, 에이쇼 17년) 에이쇼 지진. 교토와 기이에서 지진을 느꼈다고 한다. 하지만 필리핀해판 내부 지진인것으로 추정된다.
- 1605년 2월 3일(게이초 9년) 게이초 지진. (도카이 도난카이 난카이 연동으로 추정) M7.9
  - 이누보곶에서 규슈까지 태평양 연안 지역에 쓰나미가 강타하여 하치조섬에서 57명이 사망하고 기이반도 서안 히로무라에선 주택 700여채가 유실되었다. 아와시시쿠이에선 1,500명이 사망하고 도사고노우라에선 350명이 사망하고 무로토미사키곶 부근에선 400명 이상이 사망했다.
  - 지진조사연구추진본부의 2001년 시점 지진장기평가에선 난카이 해곡 거대지진의 일부로 평가했으나[39] 먼거리에서 온 쓰나미일 가능성도 부정할 수 없다는 견해와[40] 난카이 해곡 거대지진이 아니라는 견해도 존재한다.[41]

## 같이 보기
- 휴가나다 지진
- 산리쿠 해역 지진
- 볏단의 불 - 안세이 난카이 지진 당시의 일화